# Messelmoun
Messelmoun là một đô thị thuộc tỉnh Tipaza, Algérie. Dân số thời điểm năm 2002 là 6.603 người.